# Sumbernadi
Sumbernadi is een bestuurslaag in het regentschap Lampung Selatan van de provincie Lampung, Indonesië. Sumbernadi telt 1130 inwoners (volkstelling 2010).